# 燒傷中心
烧伤中心是专门治疗較嚴重的灼傷患者的醫院或醫院內的一個部門。燒傷中心的醫生來自整形外科、胸科、普通外科、麻醉科、儿科、精神科等科室，此外燒傷中心內還有护士、营养师、物理治疗师。 